# Buzica
Buzica es un municipio del distrito de Košice-okolie en la región de Košice, Eslovaquia, con una población estimada a final del año 2024 de 1157 habitantes.
Se encuentra ubicado en el centro de la región, en la cuenca hidrográfica del río Sajó (afluente derecho del Tisza) y cerca de la frontera con la región de Prešov y con Hungría.

## Demografía
| Año        | 1994 | 2004    | 2014    | 2024    |
| ---------- | ---- | ------- | ------- | ------- |
| Población  | 1088 | 1157    | 1209    | 1157    |
| Diferencia |      | +6,34 % | +4,49 % | −4,30 % |

| Año        | 2023 | 2024    |
| ---------- | ---- | ------- |
| Población  | 1177 | 1157    |
| Diferencia |      | −1,69 % |